# 三重いすゞ自動車
三重いすゞ自動車株式会社（みえいすずじどうしゃ、略称：三重いすゞ）は、三重県津市に本社を置く、いすゞ自動車を取り扱う自動車販売会社である。三重運輸支局管轄区域と和歌山県の一部を販売エリアとする正規ディーラーである。三重交通のグループ会社であり、この関係で同社のバス車両はいすゞ製が主力となっている。

## 沿革
- 1952年（昭和27年）3月 - 三重交通（現・三重交通グループホールディングス）が三重いすゞ自動車株式会社を設立。
- 1960年（昭和35年）6月 - 小型車部門を新三重いすゞモーター株式会社へ営業譲渡。
- 1969年（昭和44年）5月 - 新三重いすゞモーターを吸収合併。
- 2007年（平成19年）1月 - 当社が持つマリンエンジンの販売権をいすゞマリン製造（現・いすゞ自動車エンジン販売）へ移管。
- 2009年（平成21年）- 桑名営業所、津支店、上野営業所、南勢支店、熊野営業所、中古車センター及び四日市支店（現・北勢支店）、鈴鹿営業所（現・北勢支店）の8拠点が国土交通省の表彰事業である平成21年度「環境に優しい自動車関連優良事業場」三重運輸支局長表彰を受賞[1]。

## 事業所所在地
- 本社 - 三重県津市垂水字中境
- 津支店 - 三重県津市垂水字中境
- 北勢支店 - 三重県四日市市内堀町字一之縄
- 南勢支店 - 三重県多気郡明和町大字大淀字松本
- 熊野営業所 - 三重県熊野市有馬町
- 桑名営業所 - 三重県桑名市大字小貝須字新堀北
- 上野営業所 - 三重県伊賀市小田町字平松
- 本社サービス工場 - 三重県津市垂水字中境
- 北勢支店サービス工場 - 三重県四日市市内堀町字一之縄
- 南勢支店サービス工場 - 三重県多気郡明和町大字大淀字松本
- 熊野営業所サービス工場 - 三重県熊野市有馬町
- 桑名営業所サービス工場 - 三重県桑名市大字小貝須字新堀北
- 上野営業所サービス工場 - 三重県伊賀市小田町字平松
- 中古車センター - 三重県津市あのつ台